# Velký Borek
Velký Borek är en ort i Tjeckien.   Den ligger i regionen Mellersta Böhmen, i den centrala delen av landet, 29 km norr om huvudstaden Prag. Velký Borek ligger 179 meter över havet och antalet invånare är 845.
Terrängen runt Velký Borek är platt. Runt Velký Borek är det ganska tätbefolkat, med 185 invånare per kvadratkilometer. Närmaste större samhälle är Mělník, 3,0 km väster om Velký Borek. Runt Velký Borek är det i huvudsak tätbebyggt.